# Baluard

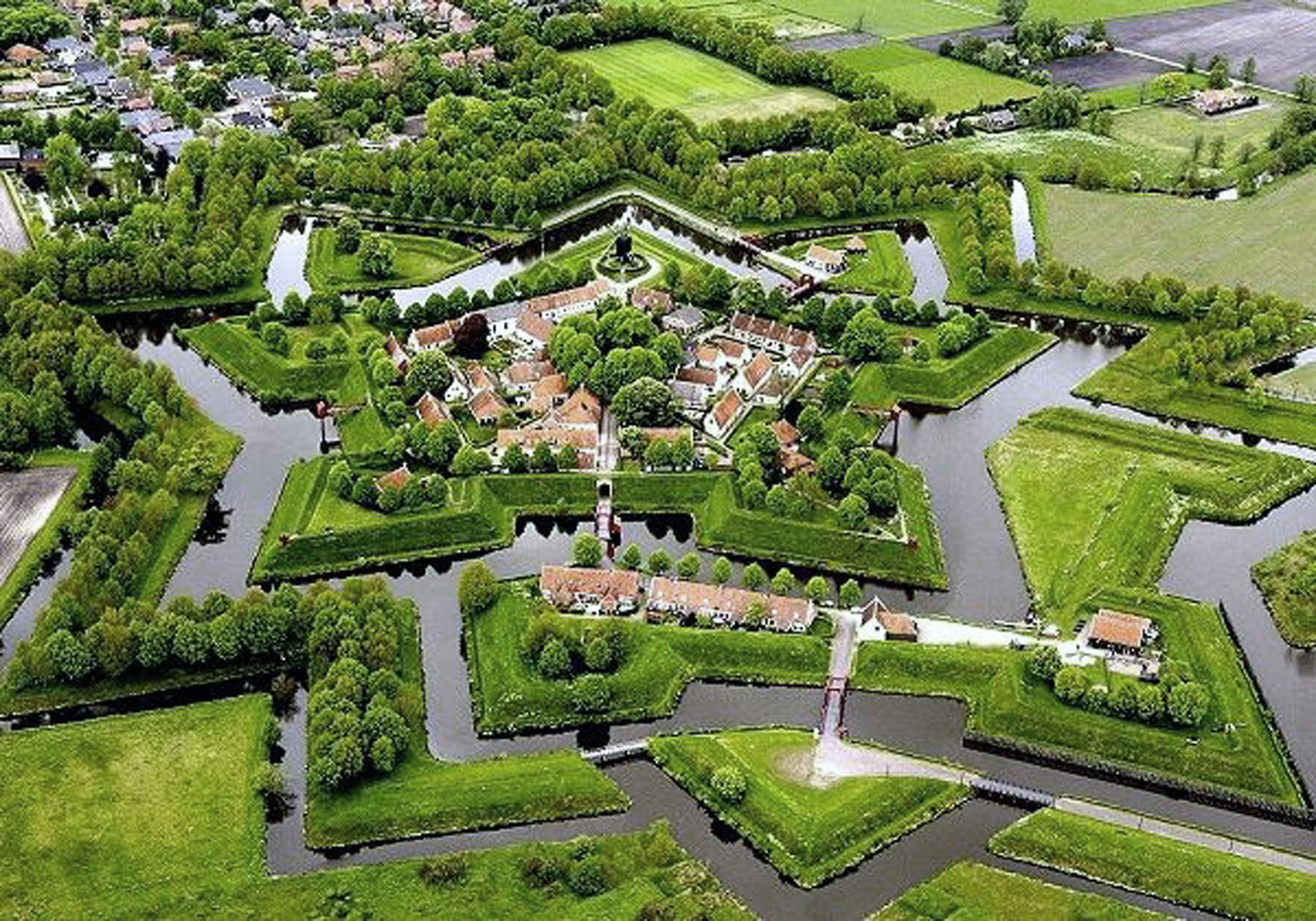
Fortalesa de Bourtange en Groninga, Països Baixos. Fortalesa en forma pentagonal, mostra 5 bastions, un a cadascun dels seus angles

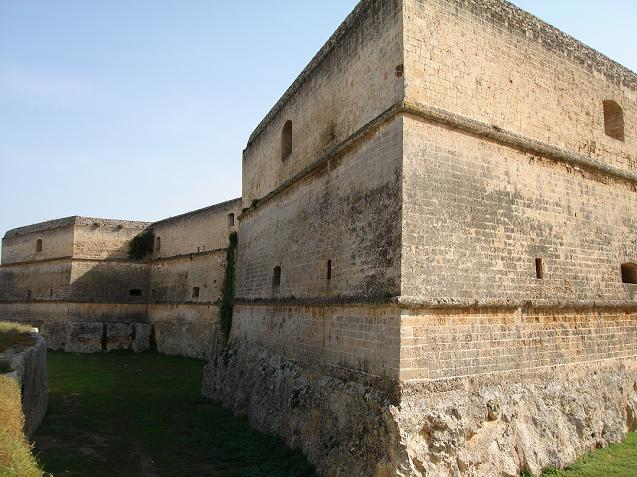
Un dels bastions al castell de Copertino a Itàlia

El baluard o bastió és un reducte fortificat que es projecta cap a l'exterior del cos principal d'una fortalesa, situat generalment en els cantons dels murs (anomenats murs de cortina), com punt fort de la defensa contra l'assalt de tropes enemigues. Té la forma poligonal generalment triangular o pentagonal i es compon de les cares o flancs i la línia de gola per la qual s'entra al baluard. El disseny del bastió i el fet que sobresurti del cos de la fortalesa permet cobrir els altres bastions i els murs de cortina amb foc creuat.
El baluard era utilitzat com a plataforma d'artilleria, cosa que obligava l'assaltant a situar les seves bateries d'artilleria més lluny dels murs, disminuint d'aquesta manera la seva efectivitat.
El baluard va ser desenvolupat als volts de 1592 a Itàlia i es va expandir arreu d'Europa a principis del segle xvii.

## Història[1]
El baluard apareix per primer cop als dibuixos de Francesco di Giorgio (segona meitat segle xv), però el seu ús va trigar encara uns anys a estendre's. La funció que havia de tenir per donar cabuda a peces d'artilleria defensives, la feia, tanmateix, vulnerable al foc d'artilleria enemic, de manera que la seva estructura havia de ser excepcionalment robusta, mentre la seva forma podria anar canviant. Amb el continu augment de la potència de foc en els setges aquest sistema es va convertir ràpidament en obsolet i fou necessari dissenyar baluards integrats en l'estructura de foc de la fortalesa. Aquesta transformació es deu als arquitectes militars italians Giuliano da Sangallo i Antonio da Sangallo el Vell, els quals varen imposar ràpidament un sistema conegut com el sistema italià per excel·lència per Baccio Pontelli, Gian Giacomo dell'Acaya, Michelangelo Buonarroti, i altres. Aquesta necessitat i el resultat de les primeres fortificacions dels germans Sangallo i els seus companys va suposar que la forma pentagonal s'imposés amb rapidesa, donant lloc al que es va conèixer com a "composició rígida". De fet, la forma i la funció del bastió no va canviar significativament fins a la proposta revolucionària de Marc-René de Montalembert, que el 1778 va publicar el seu treball "Fortificació poligonal", un fet que en l'exèrcit francès de la revolució va determinar l'obsolescència i desaparició de les muralles bastionades.
S'han pogut diferenciar dues fases en el seu procés de construcció. La primera, datada en els primers anys de la presència romana, amb una amplada de 4 metres per 6 d'alçada; era reforçada mitjançant torres de planta quadrangular de les quals en coneixem tres: la de Minerva (o Sant Magí), la del Cabiscol (o Seminari) i la de l'Arquebisbe (reconstruïda al segle XIV).
La segona fase respon a un canvi de plantejament arquitectònic i estratègic amb la fita d'augmentar l'amplada a 6 metres i l'alçada a 12. Aquesta segona fase es produeix pocs anys més tard de la fundació de la ciutat i, sembla, que es pot relacionar amb les campanyes militars del cònsol Cató per reprimir la revolta de les tribus indígenes, tot just començat el segle ii aC.
Els llenços de les muralles i de les torres presenten la mateixa tècnica constructiva: la base és constituïda per blocs megalítics on s'obren petites portes (portelles) que només permeten el pas d'una persona a peu amb finalitat militar. Damunt del sòcol megalític es recolza el doble parament de carreus tallats i, generalment, encoixinats, fins a completar l'alçada. L'espai entre tots dos paraments s'omple amb toves i pedres petites.

## Tipus de baluard[3]
- Revellí: és un baluard totalment separat de la fortificació principal
- Baluard d'orellanes. Aquell amb angles retirats i convexes coberts cap al centre per l'extremitat de la cara anomenada orellana.
- Baluard destacat. Reducte en forma de baluard.
- Baluard doble. El que es construeix en amfiteatre combinat amb altres quan el terreny ho permet.
- Baluard irregular. El que no té simetria.
- Baluard ple. El que està terraplenat interiorment.
- Baluard reial. El que es construeix a les extremitats dels polígons, de vuitanta a cent toeses[4] per a ser susceptible de contenir trinxeres, allotjar un crescut nombre de tropes i poder resistir els atacs més vigorosos.
- Baluard regular. Amb línies i angles iguals.
- Baluard simple. Aquell que el terraplè amb les mateixes dimensions que el de la cortina segueix envoltat per les cares i flancs deixant en conseqüència un espai buit que s'utilitza per a construir algun edifici com un polvorí, per exemple.
- Baluard buit. Aquell que no està terraplenat del tot.

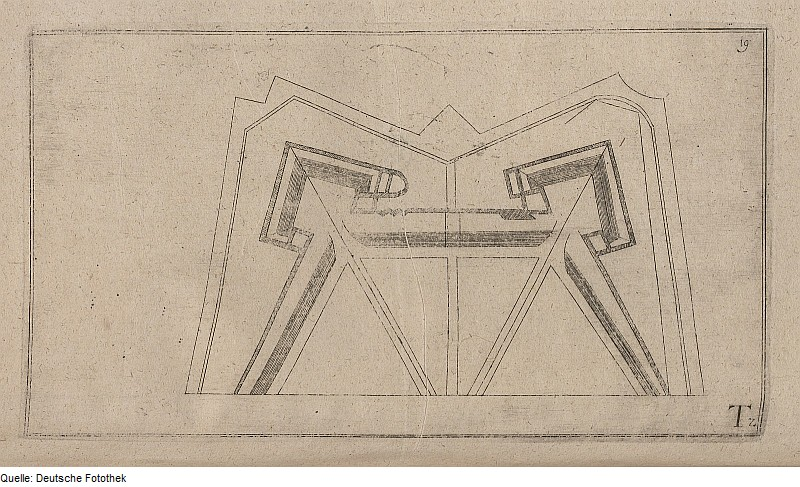
Esquema bàsic de bastió
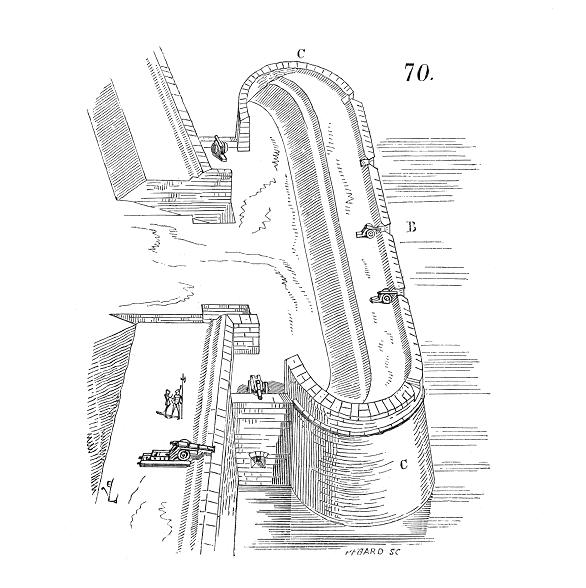
Bastió d'orellanes
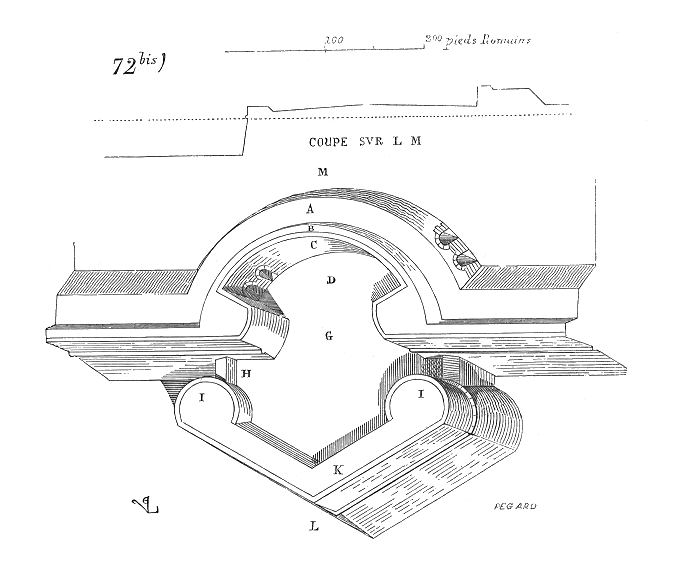
Bastió de doble fortificació
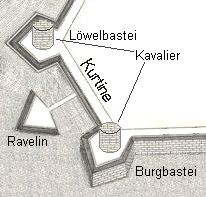
Fortalesa amb bastions i un revellí
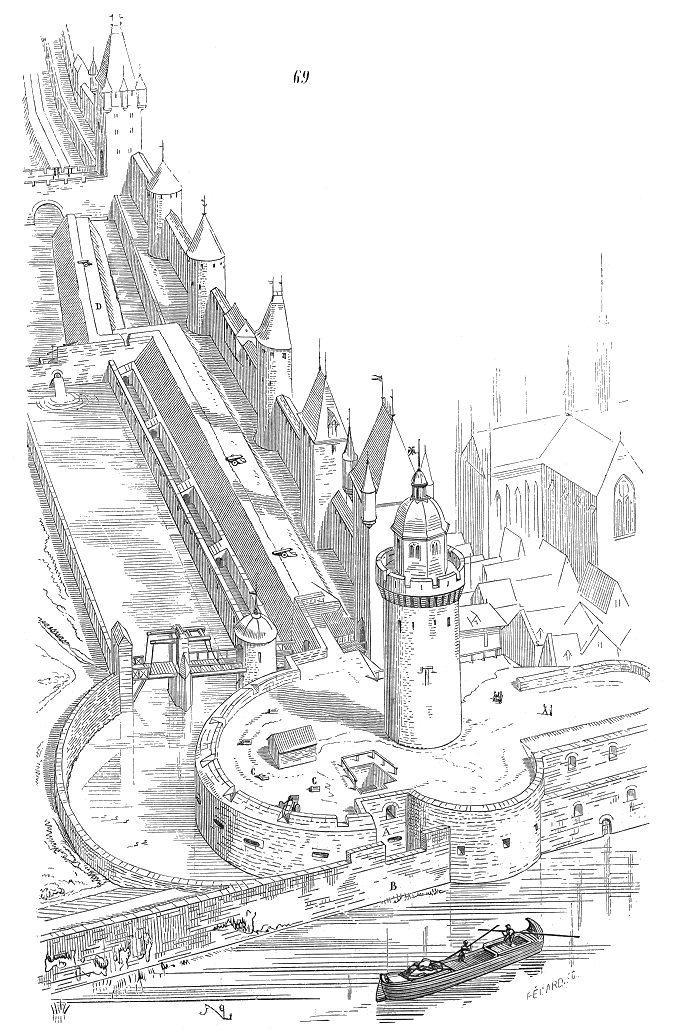
Baluard reial amb troneres i capacitat d'allotjar tropes